# Tate Britain
Tate Britain (conhecida de 1897 a 1932 como a Galeria Nacional de Arte Britânica e de 1932 a 2000 como a Tate Gallery) é um museu de arte em Millbank, na cidade de Westminster, em Londres. Faz parte da rede de galerias Tate na Inglaterra, com Tate Modern, Tate Liverpool e Tate St Ives. É a galeria mais antiga da rede, inaugurada em 1897. Abriga uma coleção substancial da arte do Reino Unido desde os tempos de Tudor e, em particular, possui grandes participações nas obras de William Turner, que legou toda a sua coleção à nação. É um dos maiores museus do país.

## História
A galeria está situada em Millbank, no local da antiga prisão de Millbank . A construção, realizada por Higgs e Hill, começou em 1893, e a galeria abriu em 21 de julho de 1897 como a Galeria Nacional de Arte Britânica. No entanto, desde o início, era conhecida como Galeria Tate, devido ao seu fundador, Sir Henry Tate, e em 1932 adotou oficialmente esse nome. Antes de 2000, a galeria abrigava e exibia coleções britânicas e modernas, mas o lançamento das coleções modernas da Tate Modern mudou-se para lá, enquanto a antiga galeria Millbank se dedicou à exibição de arte britânica histórica e contemporânea. Como consequência, foi renomeada para Tate Britain em março de 2000.
A parte da frente do prédio foi projetada por Sidney R. J. Smith, com um pórtico clássico e uma cúpula atrás, e a galeria central de esculturas foi projetada por John Russell Pope. A Tate Britain inclui a Galeria Clore de 1987, projetada por James Stirling, que abriga obras de William Turner. A Galeria Clore tem sido considerada um exemplo importante da arquitetura pós-moderna, especialmente no uso da ironia contextual: cada seção da fachada externa cita liberalmente o edifício ao lado em relação a materiais e detalhes.
As crises durante a sua existência incluem danos causados pelas inundações ao trabalho do rio Tamisa e danos causados por bombas durante a Segunda Guerra Mundial. No entanto, a maior parte da coleção estava guardada em outro lugar durante a guerra, e uma grande pintura de Stanley Spencer, considerada grande demais para se mover, tinha uma parede protetora de tijolos construída à sua frente.
Em 2012, a Tate Britain anunciou que havia levantado as £ 45 milhões necessários para concluir uma grande reforma, em grande parte graças a milhões de dólares do Heritage Lottery Fund e £ 1 milhões dados pelos membros da Tate. O museu permaneceu aberto durante as três fases da reforma. Concluídas em 2013, as seções recém-projetadas foram concebidas pelos arquitetos Caruso St John e incluíram um total de nove novas galerias, com piso reforçado para acomodar esculturas pesadas. Uma segunda parte foi revelada no final daquele ano, sendo a peça central a reabertura da entrada voltada para o Tâmisa e uma nova escada em espiral sob a rotunda. A varanda circular do átrio abobadado da rotunda, fechada aos visitantes desde a década de 1920, foi reaberta. Agora, a galeria também possui uma entrada e recepção de escolas dedicadas sob seus degraus de entrada no Millbank e uma nova galeria de arquivos para a apresentação de exibições temporárias.

## Instalações

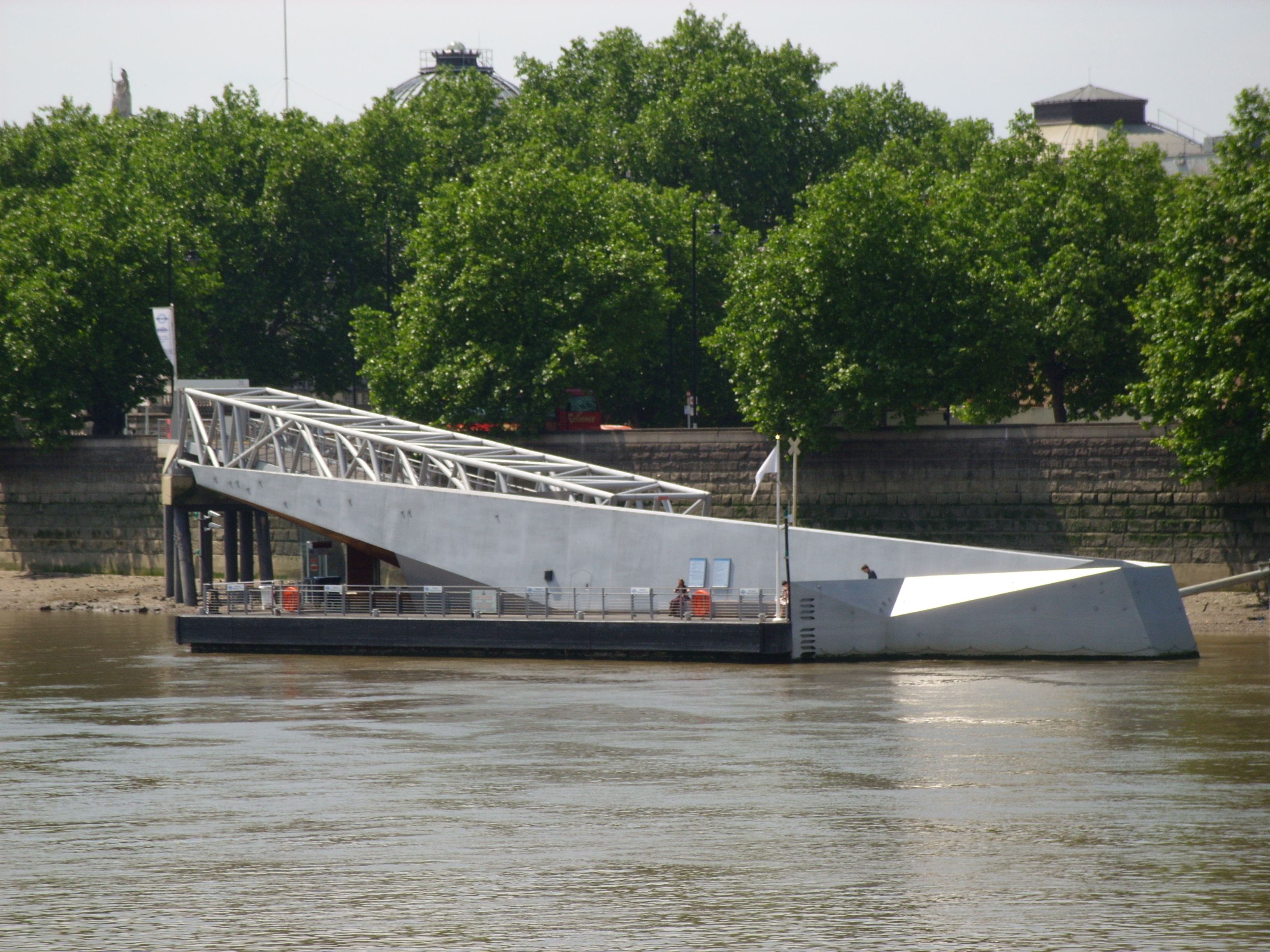
Millbank Millennium Pier fora da Tate Britain, que é ligada por um barco de alta velocidade à Tate Modern

A entrada da frente é acessível por degraus. Uma entrada lateral em um nível inferior possui uma rampa para acesso de cadeira de rodas. A galeria oferece um restaurante e um café, bem como uma sala de amigos, aberta apenas para membros da Tate. Esta associação é aberta ao público mediante pagamento de uma assinatura anual. Assim como os escritórios administrativos, o complexo do edifício abriga as salas de impressões e desenhos (nas galerias Clore), bem como a biblioteca e o arquivo nas salas de leitura Hyman Kreitman. O restaurante possui um mural de Rex Whistler.
A Tate Britain e a Tate Modern agora estão conectadas por um barco de alta velocidade ao longo do rio Tamisa. O barco é decorado com manchas, com base em pinturas de aparência semelhante de Damien Hirst. A obra de iluminação incorporada na estrutura do píer é de Angela Bulloch.

## Exibições
Os principais espaços de exibição mostram a coleção permanente de arte histórica britânica, bem como obras contemporâneas. Possui salas dedicadas a obras de um artista, como: Tracey Emin, John Latham, Douglas Gordon, Sam Taylor-Wood, Tacita Dean e Marcus Gheeraerts II, embora estas, como o restante da coleção, estejam sujeitas a rotação.
A galeria também organiza retrospectivas de carreira de artistas britânicos e grandes exposições temporárias de arte britânica. A cada três anos, a galeria apresenta uma exposição trienal na qual um curador convidado fornece uma visão geral da arte contemporânea britânica. A Trienal Tate 2003 foi chamada de Days Like These. Art Now é um pequeno show em mudança do trabalho de um artista contemporâneo em uma sala dedicada.
A Tate Britain abriga a exposição anual e geralmente controversa do Prêmio Turner, com quatro artistas selecionados por um júri presidido pelo diretor da Tate Britain. O programa está distribuído ao longo do ano com os quatro indicados, anunciados em maio, o show de seu trabalho aberto em outubro e o próprio prêmio concedido em dezembro. Cada etapa do prêmio gera cobertura da mídia e também houve uma série de manifestações contra o prêmio, notadamente desde 2000, um piquete anual de artistas stuckistas. Nos últimos anos, a exposição e a cerimônia de premiação ocorreram em locais fora da Tate Britain: por exemplo, em Liverpool (2007), Derry-Londonderry (2013), Glasgow (2015) e Hull (2017).
A Tate Britain tentou alcançar um público diferente e mais jovem com o Late at Tate Britain na primeira sexta-feira de cada mês, com entrada pela metade do preço para exposições, música ao vivo e artes performáticas. Outro envolvimento público incluiu a exibição da interpretação dos visitantes, em oposição aos curadores, de certas obras de arte.

## Coleção permanente
Tate Britain é a galeria nacional de arte britânica de 1500 até os dias atuais. Como tal, é a coleção mais abrangente do gênero no mundo (apenas o Centro de Arte Britânica de Yale pode reivindicar uma expansão semelhante, mas com menos profundidade). Artistas mais recentes incluem David Hockney, Peter Blake e Francis Bacon. Os trabalhos da coleção permanente da Tate, que podem estar em exibição na Tate Britain incluem: 
- John Constable,
Flatford Mill (Scene on a Navigable River)
- William Blake,
Satan Smiting Job with Sore Boils
- J. M. W. Turner, 
Snow Storm – Steam-Boat off a Harbour's Mouth
- Sir John Everett Millais,
Ophelia
- Anna Lea Merritt, Love Locked Out
- James Abbott McNeill Whistler, Nocturne: Blue and Gold – Old Battersea Bridge

## Estátua de Millais

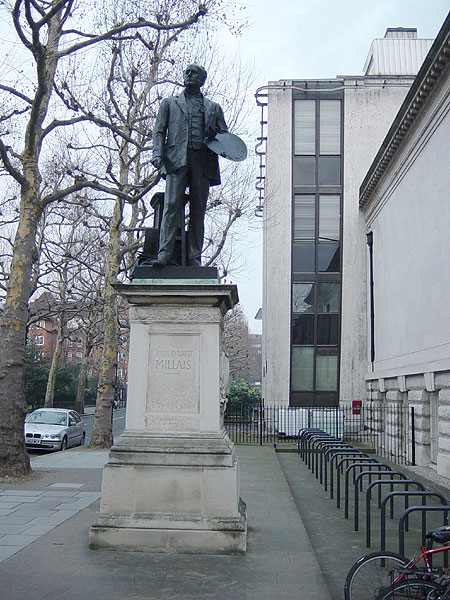
Estátua de John Everett Millais por Thomas Brock na Tate Britain

Quando o pintor pré-rafaelita e presidente da Academia Real, John Everett Millais, morreu em 1896, o príncipe de Gales (que mais tarde se tornaria rei Eduardo VII) presidiu um comitê memorial, que encomendou uma estátua do artista. Este foi instalado na frente da galeria no jardim no lado leste em 1905. Em 23 de novembro daquele ano, o The Pall Mall Gazette chamou de "uma estátua alegre, representando o homem na atitude característica em que todos o conhecíamos".
Em 1953, o diretor da Tate, Sir Norman Reid, tentou substituí-lo por João Batista de Rodin, e em 1962 novamente propôs sua remoção, chamando sua presença de "positivamente prejudicial". Seus esforços foram frustrados pelo dono da estátua, o Ministério das Obras. A propriedade foi transferida do Ministério para a English Heritage em 1996 e, por sua vez, para a Tate. Em 2000, a estátua foi removida para a parte traseira do edifício.